# Silver City, New Mexico
Silver City, New Mexico là một thành phố thủ phủ quận Grant trong bang New Mexico, Hoa Kỳ. Thành phố có tổng diện tích km², trong đó diện tích đất là km². Theo điều tra dân số Hoa Kỳ năm 2000, thành phố có dân số 10.545 người.
Thành phố này có Đại học Western New Mexico.